# Homeopathie

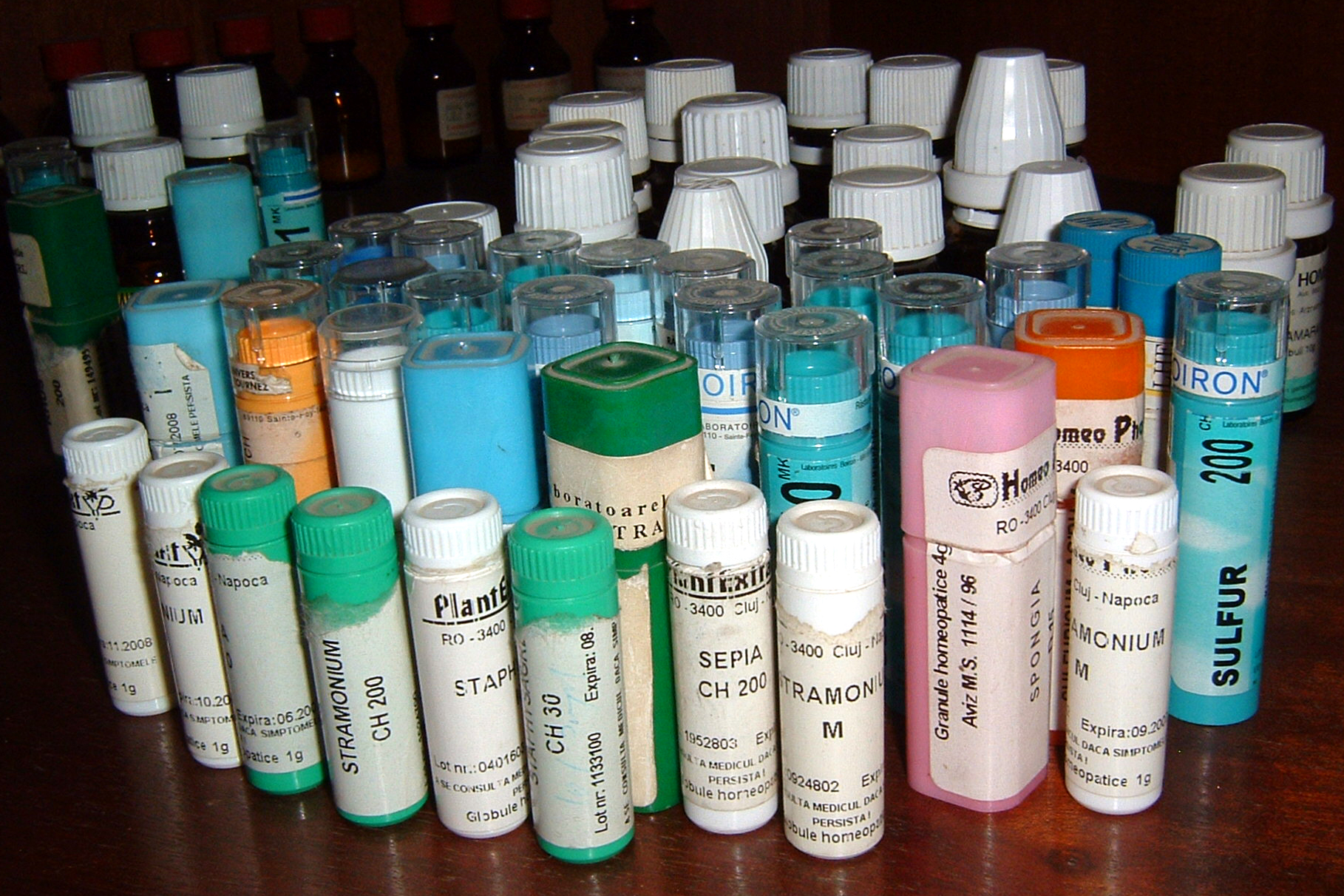
Homeopathische middelen

Homeopathie (Oud Grieks: ὅμοιος, homoios, gelijksoortig en πάθος, pathos, lijden of ziekte) is een verzameling pseudowetenschappelijke therapieën gebaseerd op de ontkrachte ideeën van de Duitse arts Samuel Hahnemann. Het belangrijkste daarvan is het gelijksoortigheidsbeginsel, dat inhoudt dat een homeopathisch geneesmiddel volgens Hahnemann geschikt is voor de behandeling van een ziekte als het middel bij een gezond persoon dezelfde ziekteverschijnselen opwekt als die waaraan de zieke lijdt.
De homeopathische behandeling bestaat uit het voorschrijven van homeopathica, dat wil zeggen potentiëringen (stapsgewijze sterke verdunningen in combinatie met schudden) van stoffen die in pure vorm dezelfde symptomen als de te bestrijden ziekte zouden oproepen. 
Hoewel homeopathie een van de meest onderzochte alternatieve geneeswijzen is, wordt de toegeschreven klinische werkzaamheid niet ondersteund door wetenschappelijk bewijs. De werking van homeopathie is niet groter dan die van placebo's. Homeopathie wordt daarom tot de pseudowetenschappen gerekend.

## Principe

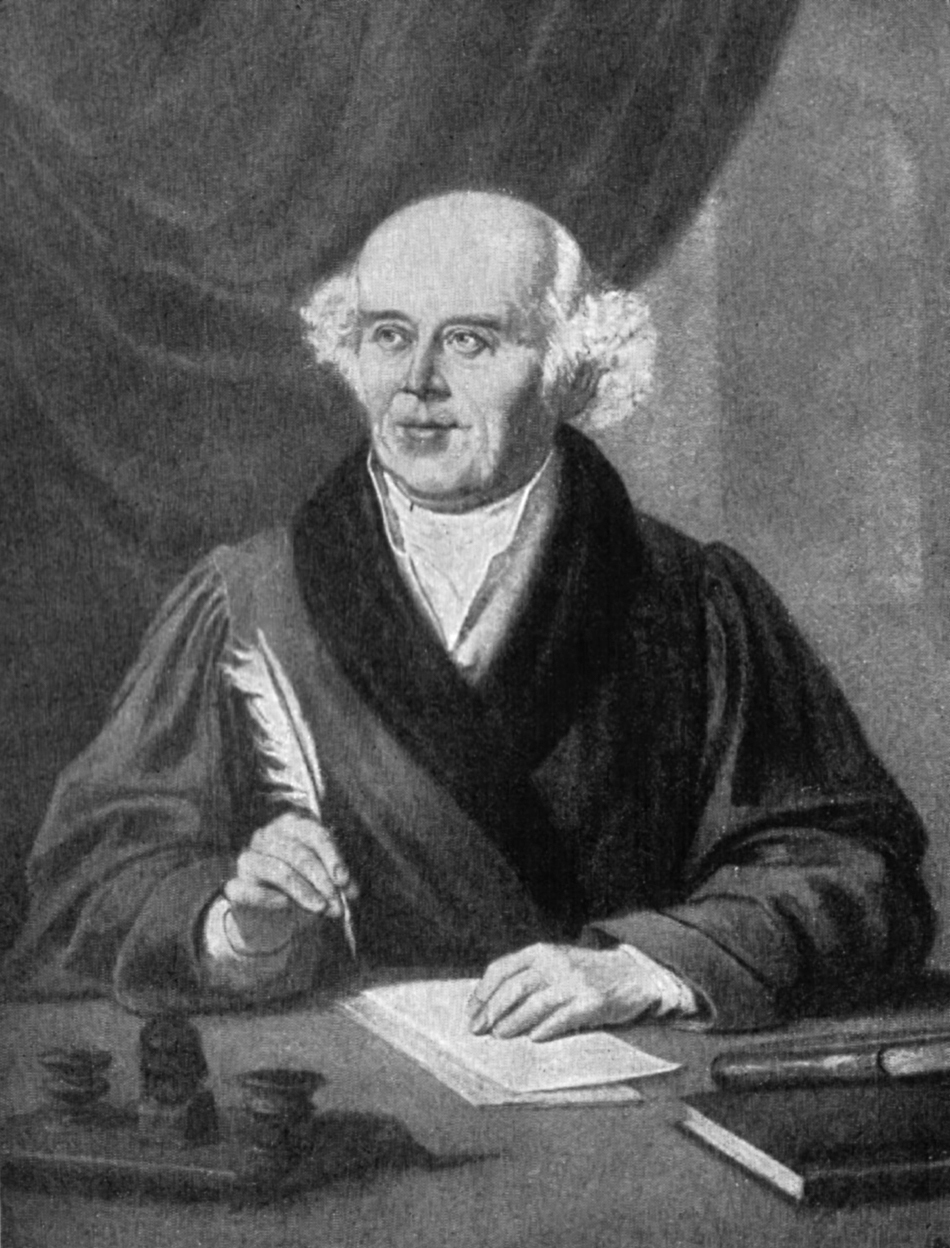
De Duitse arts en chemicus Samuel Hahnemann (1755-1843) wordt beschouwd als grondlegger van de homeopathie

De homeopathische leer heeft het gelijksoortigheidsbeginsel als uitgangspunt. Dit beginsel volgt het adagium similia similibus curentur ("het gelijke wordt door het gelijkende genezen"). Het stelt dat een ziekte genezen kan worden door een middel dat bestaat uit een verdunde oplossing van een stof die dezelfde symptomen veroorzaakt als de ziekte. Een voorbeeld is de nosode (Grieks nosos, ziekte), gemaakt van de ziekteverwekker of ziek weefsel. Daarnaast veronderstelt de homeopathische leer dat tijdens het potentiëren, waarbij de grondstof of oertinctuur in een aantal stappen extreem verdund en geschud wordt, de werking van de grondstof overgaat op het oplosmiddel.
Homeopathische middelen worden bereid op basis van zeer diverse grondstoffen en materialen, waaronder stoffen van minerale, plantaardige of dierlijke oorsprong die bij toediening in pure vorm geacht worden juist die symptomen te geven die lijken op die van de te bestrijden ziekte. In de industrie wordt uit kostenoverwegingen gepotentieerd door het middel machinaal krachtig in het oplosmiddel te spuiten. Het extreem verdunde eindproduct wordt geacht zonder bijwerkingen de ziektesymptomen te doen verdwijnen. Het boekwerk Materia Medica Pura — waar Hahnemann in 1811 een begin mee maakte en dat sindsdien werd uitgebreid — vormt de basis van de geneesmiddelkennis van de homeopathie. Zowel verdunde als onverdunde middelen worden hierin opgenomen.

## Stromingen
De homeopathie kent drie grote stromingen, te weten de klassieke, de klinische en de complexe homeopathie.

### Klassieke homeopathie
In de klassieke homeopathie wordt gewerkt volgens de leer van Hahnemann: de klassieke homeopaat noteert nauwkeurig alle symptomen die hem opvallen, inclusief allerhande verschijnselen die door artsen meestal buiten beschouwing worden gelaten. Ook betrekt men hierbij de kenmerken en de (ziekte)geschiedenis van de individuele patiënt. Vervolgens wordt in verdunning één middel toegediend, waarvan men aanneemt dat dit onverdund diezelfde verschijnselen zou geven. Bijvoorbeeld: een kind dat hoge koorts heeft, met rode wangen en verwijde pupillen krijgt "belladonna".

#### Uitgangspunten
De behandelwijze van de klassieke homeopathie is gestoeld op de onderstaande veronderstellingen die binnen de klassieke homeopathie geacht worden bij te dragen aan een effectieve behandeling:
- Potentieel therapeutische stoffen moeten zorgvuldig worden getest bij gezonde proefpersonen om hun 'pure' directe effect vast te stellen;
- Er wordt van uitgegaan dat het middel bij een patiënt een tegenreactie veroorzaakt die sterker is dan de pathologische stimulus van de ziekte zelf, indien het in staat is om bij een gezonde proefpersoon een vergelijkbare toestand te verwekken;
- De ziekte moet als geheel worden beschreven (en niet alleen in termen van zijn belangrijkste symptomen of pathologie). Er wordt verondersteld dat de ziekte en het geneesmiddel dan op een zo groot mogelijk aantal aspecten interactie aangaan.
- De keuze van het middel moet gebaseerd zijn op het complex van individuele symptomen in plaats van op de naam van de ziekte;
- De dosering is een verdunning, en dient aangepast te zijn op basis van de individuele gevoeligheid;
- Bij acute aandoeningen die specifieke organen treffen dient de dosis hoger te zijn;
- Bij chronische aandoeningen dient behandeld te worden met hoge verdunningen (‘potenties’) gescheiden door veel langere intervallen. Er wordt verondersteld dat chronische aandoeningen gevoeliger zijn voor farmacologische stimulering.

### Klinische homeopathie
De klinische homeopathie poogt aansluiting te vinden bij de reguliere geneeskunde. Ze gaat vooral uit van het ziektebeeld van een patiënt en past op basis daarvan een middel toe. Er is veel minder nadruk op de fysieke en mentale kenmerken van de patiënt zelf, zoals bij de klassieke homeopathie wel het geval is. Er worden ook vaak lagere potenties gebruikt, waarin althans nog enige sporen van de werkzame stof te vinden zijn, en het gebruik van hoge potenties wordt in veel gevallen afgewezen.

### Complexe homeopathie
De complexe homeopathie of complexhomeopathie gebruikt preparaten waarin een scala aan middelen, die op hetzelfde orgaan of dezelfde symptomen zouden werken, worden gemengd tot een 'kant-en-klare' combinatie. Men gaat er daarbij van uit dat bij een juiste keuze van de individuele bestanddelen deze elkaars werking kunnen versterken. Veel voor de consument verkrijgbare homeopathische preparaten zijn op deze wijze samengesteld. Deze preparaten voldoen daarmee niet aan de principes van de klassieke homeopathie, namelijk dat een middel slechts één bestanddeel zou moeten bevatten dat bovendien precies is toegespitst op de individuele patiënt en de precieze symptomen.

## Geschiedenis
De gedachte dat kwaad met kwaad uitgebannen kon worden werd in de 16e eeuw geopperd door Paracelsus. Van hem is de vaststelling bekend dat de giftigheid van een stof bepaald wordt door de dosis. Hij stelde ook dat kleine doses van 'wat de mens ziek maakt, de mens ook geneest'. Die gedachtegang lijkt in de homeopathie te worden voortgezet.
Het was de Duitse arts en chemicus Samuel Hahnemann (1755-1843) die de principes van de homeopathie vastlegde en deze systematische methode in 1807 homeopathie noemde. Hahnemann werd mede gemotiveerd door de bedroevende staat van de medische hulp in zijn tijd, waarin bijvoorbeeld aderlaten nog een grote plaats innam. Hij noemde deze praktijken minachtend allopathie. In 1790, tijdens het vertalen van A Treatise on Materia Medica door Dr. William Cullen, kwam Hahnemann langs een passage over Cinchona als geneesmiddel bij malaria. Hahnemann — die in zijn jeugd malaria had gehad — wilde Cullens stelling, dat de bittere smaak van cinchona effect had op de maag, testen door de stof zelf in te nemen. Na het innemen merkte Hahnemann dat hij verschijnselen kreeg die hij vond lijken op die van malaria. Toen hij stopte met innemen verdwenen deze klachten weer. Hij ontwikkelde de theorie dat door het innemen van kinabast aan de zieke persoon een kunstmatige tweede ziekte zou kunnen worden toegevoegd. Na het doormaken van deze 'kunstmatige geneesmiddelziekte' zou de patiënt daarmee ook genezen van de malaria, op basis van de interactie van gelijksoortige ziekten. In 1796 schetste Hahnemann zijn idee in een artikel in Hufeland's Journal, het tijdschrift van de Duitse natuurkundige Christoph Wilhelm Hufeland. Hierin onderscheidde hij drie wijzen van genezen: een aanpak waarbij de oorzaak van een ziekte bestreden werd en twee principes op basis van ziektesymptomen (contraria contrariis en het uiterst tegenovergestelde principe similia similibus curentur ["het gelijkende wordt door het gelijkende genezen"]). Hahnemann bekritiseerde het principe contraria contrariis als een doodlopende weg die enkel een kortstondig effect zou kunnen opleveren. Voor langdurige genezing raadde hij het uiterst tegenovergestelde similiaprincipe aan. Dit principe stelt dat een ziekte kan worden genezen door een middel voor te schrijven dat zo gelijkaardig mogelijke symptomen veroorzaakt.
Na zijn eerste experiment zette Hahnemann familie en vrienden in om de effecten van allerlei bestaande middelen op gezonde proefpersonen in kaart te brengen. Bijzonder aan zijn benadering was, naast een zo uitgebreid mogelijke opsomming van alle symptomen, het uitproberen van steeds één enkel middel in een matige dosis. In de Fragmenta (1805) publiceerde Hahnemann de testresultaten (provings) van 27 van deze middelen. Hahnemann legde zo een basis voor de homeopathie.
Hahnemann verdunde de giftige stoffen die hij als uitgangsmateriaal koos eerst verregaand alvorens hij die op zijn patiënten toepaste. Door de verdunning namen de gevaarlijke effecten van het uitgangsmateriaal natuurlijk af. Hahnemann gebruikte zelf bij voorkeur C30, een verdunning van 1 op 1-met-60-nullen waarbij er bewijsbaar niets meer van de uitgangsstof overblijft. Hahnemann meende door het schudden de essentie van het uitgangsmateriaal op het oplosmiddel over te brengen. Meer schudbewegingen betekenden volgens hem een grotere versterking, "potentiëring". Zijn ideeën legde hij vast in het "Organon der geneeskunst", waarvan de eerste druk uitkwam in 1805 en de laatste (zesde) in 1842. In de vierde editie (1829) introduceert hij "chronische miasma's" als de "besmettelijke principes" van chronische ziekten.
Hahnemann associeerde elk miasma met een specifieke ziekte en dacht dat contact met miasma's zorgde voor plaatselijke symptomen, zoals een huid- of geslachtsziekten; als deze symptomen onderdrukt zouden worden met medicatie zou de oorzaak verdiepen en zich manifesteren als ziekte op de interne organen. Hahnemann vond drie verschillende miasma's, namelijk psora, sycosis en syfilis, die aan het licht zouden komen door verschillende soorten huiduitslag. In de eerste twee delen van Chronische ziekten (gepubliceerd in 1828) behandelt Hahnemann de theorie van miasma's en beschrijft (in de eerste editie) 23 "antipsorische medicijnen".

### Leerlingen
Hahnemann verbreidde zijn ideeën onder meer door een aantal studenten, tevens proefpersonen. Bekende namen zijn Gustav Gross, Johann Stapf en Franz Hartmann. In 1832 kwam de Allgemeine Homöopathische Zeitung voor het eerst uit. In 1833 werd in Leipzig het eerste homeopathische ziekenhuis geopend. Eveneens in 1833 vestigde de uit Leipzig afkomstige homeopaat Constantin Hering zich in Philadelphia en ontwikkelde zich daar tot de "vader van de Amerikaanse homeopathie". Aanvullend op de leer van Hahnemann stelde hij dat het genezingsproces van belangrijke naar minder belangrijke plaatsen in het lichaam verloopt, terwijl de genezing zichtbaar wordt in de omgekeerde volgorde dan die waarin de symptomen verschenen. Deze hypothesen staan nu bekend als de "wetten van Hering".
John Martin Honigberger, een Roemeense arts die twintig jaar in Lahore had gewerkt, ontmoette Hahnemann in Parijs en nam de homeopathie in 1838 mee terug naar India. Een zekere Samuel Brooking vestigde het eerste homeopathische ziekenhuis in Tanjore in 1847.
In België was Pieter (Pierre) Jozef De Moor de eerste die homeopathie toepaste, te Aalst. In 1868 verscheen het eerste homeopathisch werkje in de volkstaal, van de hand van August Bernard Dobbelaere, directeur van het homeopathisch dispensarium te Brugge.
Aan het eind van de 19e eeuw ontstond er een splitsing in de homeopathie, met aan de ene kant de Engelse homeopaat Richard Hughes (1836-1902) en aan de andere kant de Amerikaan James Tyler Kent (1849-1916). Laatstgenoemde deelde zijn patiënten in op grond van zogenaamde constitutietypen (gezondheidstoestand) en liet dat meewegen in de keuze voor de medicatie. Hughes vond dat alleen de symptomen van de ziekte meetelden en stond ook lagere potenties voor. De benadering van Kent is bewaard gebleven in wat nu bekendstaat als de klassieke homeopathie.

## Homeopathische behandelwijze
De homeopathische behandelwijze is geheel gebaseerd op het voorschrijven van homeopathische middelen, homeopathica. De verzameling middelen en de manier waarop men tot de keuze komt voor een bepaald middel verschilt per stroming binnen de homeopathie.
Op de eerste plaats let men op de symptomen van de ziekte. De homeopaat kiest in principe een middel dat is gebaseerd op een stof waarvan de homeopaat meent dat deze bij gezonde mensen gelijksoortige symptomen oproept. In de klassieke homeopathie let men echter ook op allerlei kenmerken van de patiënt zelf, het constitutietype. Uiteindelijk schrijft de homeopaat een extreem verdunde oplossing voor van een enkele (bij klassieke homeopathie) of verschillende grondstoffen. In de praktijk kiezen patiënten vaak zelf een middel dat bij hen past.

### Bereiding van homeopathische middelen

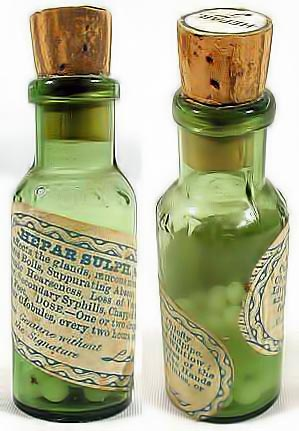
Oude fles Hepar sulph gemaakt uit calciumsulfide

Homeopathische middelen worden bereid op basis van een zogenaamde oertinctuur, of op basis van verwrijving van stoffen in melksuiker met een vijzel. Een oertinctuur is een geconcentreerd extract van minerale, plantaardige, dierlijke of zelfs menselijke oorsprong (de zogenaamde nosoden). De tinctuur of verwrijving wordt in stappen verdund, waarbij bij elke verdunning telkens flink moet worden geschud, het zogeheten 'potentiëren'. Dit heet zo, omdat bij deze bewerking het middel geacht wordt aan kracht te winnen: de energiesignatuur neemt toe. Het schudden vindt plaats door de fles met de oplossing krachtig tegen een verend oppervlak te slaan. Hahnemann gebruikte hiervoor zijn in leer gebonden notitieboek, tegenwoordig wordt dat meestal machinaal gedaan. Hahnemann experimenteerde veel met het aantal schudslagen, uiteindelijk adviseerde hij 10 slagen omdat hij ontdekt had dat hij daarmee betere resultaten boekte. Moderne homeopathische laboratoria hanteren tussen de 10 en 100 slagen.
De uiteindelijk verkregen vloeistof wordt verdeeld over korrels of tabletten. Na droging hiervan is het homeopathische middel klaar.

#### Simplex- en complexmiddelen

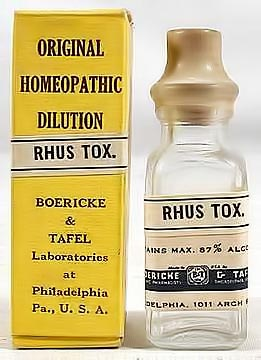
Homeopathisch middel Rhus toxicodendron, bereid uit gifsumak

In de klassieke homeopathie gebruikt men potenties van een enkele stof, simplexmiddelen geheten, dit in tegenstelling tot complexhomeopathie die complexmiddelen gebruikt, samengesteld uit een mengsel van potenties.
Klassieke homeopaten schrijven slechts één enkel middel tegelijk voor, op basis van een groot aantal kenmerken van de patiënt, zoals de individuele kenmerken van de voornaamste klacht (het type hoofdpijn van de ene patiënt kan aanzienlijk verschillen van die van de andere), reacties op temperatuur, weerstypen, voedingsmiddelen, beweging/rust, en emotionele en mentale kenmerken. Sinds de hernieuwde impuls in de homeopathie door de Griek George Vithoulkas ziet men wereldwijd een tendens de homeopathie toe te passen door middel van de klassieke lijnen. Daarbij zijn wel een aantal scholen te onderscheiden, bijvoorbeeld volgens James Tyler Kent, Vithoulkas, Sankaran. Bij sommige stromingen worden ook wel verschillende middelen in afwisseling gegeven, maar nooit tegelijkertijd.
Klinisch werkende homeopaten schrijven meestal voor op basis van de medische diagnose met slechts enkele individuele kenmerken van de patiënt. Er wordt dus met minder individuele kenmerken rekening gehouden dan in de klassieke homeopathie gebruikelijk is, hetgeen in de ogen van de klassieke homeopaten de kans vermindert dat het homeopathische middel passend is. Deze vereenvoudigde methode komt men ook wel tegen in de zelfzorgmedicatie (drogist), waarbij mensen zelf homeopathische middelen proberen te vinden voor hun klachten.
Complexe "homeopathische" massaproducten, die bij de drogist en apotheek zonder recept gekocht kunnen worden, zijn samengesteld uit een aantal homeopathische middelen die bij een bepaalde diagnose relatief vaak zijn aangewezen. Ze zouden vooral geschikt zijn voor eenvoudige, acute klachten, waarbij de individuele kenmerken minder belangrijk zijn.

### Gebruik van homeopathische middelen

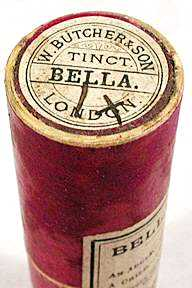
Oud homeopathisch middel bereid uit wolfskers.

Homepathische middelen worden verstrekt in vaste vorm, of in een oplossing.
- Korrels of tabletten worden eenmalig of herhaald ingenomen. De lagere potenties worden vaak herhaald, de hogere potenties zijn veelal bedoeld voor eenmalige inname. Meestal wordt geadviseerd de korrels of tabletten te laten oplossen onder de tong.
- Oplossen in water. Het middel wordt opgelost in een kleine hoeveelheid water, waarvan daarna een gedeelte wordt ingenomen.
- Oplossing voor herhaald gebruik. Het middel wordt opgelost in een flesje, met daarin water waaraan eventueel wat alcohol is toegevoegd. Uit dit flesje kan dan meerdere malen een kleine hoeveelheid genomen worden voor inname. Tussendoor worden al dan niet schudslagen gebruikt, of de vloeistof even doorgeroerd. Deze methode wordt ook wel 'plussing' genoemd.
- Olfactisch, oftewel reukdosis. LM-potenties worden vaak ingenomen door te ruiken aan een oplossing voor herhaald gebruik. Door variaties in herhaling, schudslagen en wijze van ruiken wordt geacht een betere controle over de dosering te krijgen. Hahnemann liet patiënten soms ruiken aan een flesje met korrels. Deze methode wordt tegenwoordig nauwelijks meer gebruikt en komt op velen ongeloofwaardig over.

### Beschouwing van ziekte en genezing
Klassieke homeopaten zeggen gericht te zijn op het versterken en weer in evenwicht brengen van het individu dat de ziekte heeft, in plaats van de ziekteverwekker of het pathologische proces direct te bestrijden. Men is dus gericht op het versterken van de eigen afweer door het stimuleren van het inherent zelfgenezend vermogen, de vis medicatrix naturae.
De homeopathische visie is dat men niet alleen geïnteresseerd is in de pathologie en diagnose van de ziekte, maar evenzeer in de manier waarop de ziekte bij een bepaald individu tot uitdrukking komt, met andere woorden: hoe de ene patiënt verschilt van de andere. De symptomen die een patiënt heeft, zowel de symptomen die uiterlijk waarneembaar zijn als de symptomen die de patiënt voelt, zijn in zijn ogen een uiting van de ziektetoestand. Voor de homeopaat zijn in principe alle symptomen relevant. Deze worden allen bij de homeopathische diagnose betrokken, zelfs als er met de huidige diagnostische middelen geen pathologische veranderingen kunnen worden aangetoond. Hahnemann vermeldt in het Organon dat zijns inziens een patiënt pas genezen is als het algemeen welbevinden is teruggekeerd en alle symptomen, in de ruime zin die de homeopathie daarvoor in aanmerking neemt, zijn verdwenen.
Homeopathie gaat uit van drie elementaire niveaus: een fysiek (lichamelijk) niveau, een emotioneel (gevoels)niveau en een mentaal niveau. Deze drie niveaus vormen één geheel, dat wil zeggen lichaam, ziel en geest zijn één geheel, en zijn uniek voor ieder individu. Alle levende wezens worden bovendien bestuurd door de eigen levenskracht (vitalisme). Volgens de homeopathie ontstaan gezondheid en ziekte op dit energetische niveau. Wanneer de levenskracht normaal functioneert is er gezondheid op alle niveaus. Wanneer een verstoring ontstaat in de levenskracht heeft dit een verstoring op één of meerdere niveaus tot gevolg. Het homeopathisch middel wordt individueel gekozen op basis van overeenkomst tussen het totaal van de symptomen van de patiënt en het geneesmiddelbeeld. De verstoring wordt in deze visie hersteld als de energieprikkel van het middel gelijksoortig is aan de verstoring in de levenskracht. Hiermee verdwijnt volgens homeopaten het geheel der symptomen van de patiënt.
Hahnemann schrijft in zijn Organon: "mach es nach, aber mach es genau nach" (doe het na, maar doe het precies na). Het Organon vormt nog steeds de basis voor de klassieke homeopathie. De volgende drie punten geven een beknopte beschrijving van enkele belangrijke principes zoals ze door Hahnemann in zijn Organon zijn beschreven.

##### Interactie tussen ziektes
Hahnemann onderzocht niet alleen de werking van stoffen op het lichaam, maar ook bestudeerde hij hoe ziektes zich in het menselijk lichaam gedragen. Hierbij constateerde hij, dat er iets gebeurde wanneer er bij een patiënt zich een nieuwe, tweede ziekte voordeed. Was deze nieuwe ziekte sterker dan de eerste, dan leek de eerste tijdelijk te verdwijnen zolang de tweede actief was. Verdween de tweede ziekte, dan kwam de eerste weer terug en volgde zijn natuurlijk klachtenverloop, alsof er nooit een tweede ziekte was geweest.
Was de tweede ziekte echter zwakker dan de eerste, dan zou de zieke mens hierdoor niet aangetast worden. Hahnemann concludeerde dat in bepaalde gevallen na het doormaken van een tijdelijke tweede ziekte, aan het eind hiervan de oorspronkelijke ziekte niet meer terugkwam, ook veel later niet. De patiënt leek hiervan genezen. Deze situatie deed zich voor in die gevallen, waarin de tweede ziekte in haar symptomen leek op de eerste ziekte.

##### Minimale dosis
Uit de observaties van ziektes had hij al opgemaakt dat de tweede ziekte sterker moest zijn dan de eerste. Hahnemann had verondersteld dat door langdurige hoge doses medicamenten de patiënt kunstmatig ziek werd gehouden met een geneesmiddelziekte, waardoor het leek dat de oorspronkelijke ziekte verdwenen was, terwijl deze naar zijn mening onderdrukt was en wachtte tot de geneesmiddelziekte verdwenen was om vervolgens door te kunnen woekeren. Hahnemann onderzocht hoe hij de dosis van de medicamenten net sterk genoeg kon maken om sterker te zijn dan de ziekte van de patiënt, maar toch ook weer zo licht dat de patiënt nauwelijks last ondervond van de veronderstelde geneesmiddelziekte.

## Opleiding, erkenning en vergoeding internationaal

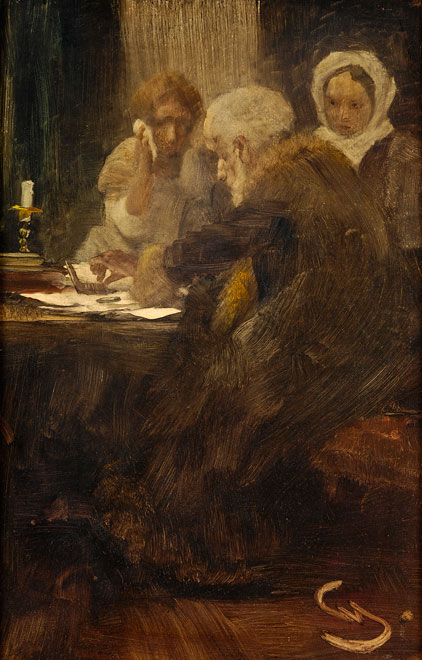
Bij de homeopaat Schilderij van Wilhelm Schreuer (1866–1933)

### Nederland
In Nederland is het beroep homeopaat niet beschermd; iedereen mag het uitoefenen. Wel zijn er opleidingen in de homeopathie. De kwaliteit van deze opleidingen wordt geaccrediteerd door onder andere de Federatie van Opleidingen in de Natuurlijke Geneeskunde (FONG). Hoewel homeopathie in Nederland geen deel uitmaakt van een academische opleiding zijn er in Nederland ongeveer 300 homeopathische artsen die na een universitaire opleiding geneeskunde een opleiding in de klassieke homeopathie hebben afgerond.
De beroepsgroep van homeopaten kent vele verenigingen. Binnen de AVIG zijn homeopathische artsen verenigd in de Vakgroep van Homeopathische Artsen Nederland (met dezelfde afkorting 'VHAN').
In Oudenrijn was van 1913 tot 1969 een homeopathisch ziekenhuis gevestigd.

### België
In België is de uitoefening van homeopathie sinds 12 mei 2014 bij wet voorbehouden aan artsen, tandartsen en vroedvrouwen en mag enkel gebruikt worden voor die indicaties waarvoor de werking aangetoond is volgens Evidence-based medicine. De Belgische ministerraad stemde op 12 juli 2013 in met dit ontwerp koninklijk besluit zoals was voorgesteld door de minister van Sociale Zaken en Volksgezondheid Laurette Onkelinx. Hiermee worden de aanbevelingen van het Federaal Kenniscentrum voor de Gezondheidszorg opgevolgd. Het kenniscentrum concludeerde op basis van een systematisch overzicht van de wetenschappelijke literatuur dat er geen enkel bewijs is dat homeopathische behandelingen beter werken dan een placebo. Ze ontraadde terugbetaling door de verplichte ziekteverzekering en adviseerde dat alleen artsen homeopathie mogen beoefenen.
In België was in het jaar 2000 81% van de consulten in de complementaire en alternatieve geneeskunde gerelateerd aan homeopathie (niet per se exclusief). België kent drie homeopathische organisaties voor artsen en apothekers en twee voor patiënten. De opleidingen in homeopathie in België worden niet door de overheid erkend of gecontroleerd.

### Verenigd Koninkrijk
In een rapport uit 2010 van het House of Commons Science and Technology Committee over homeopathie staat dat homeopathische middelen niet beter werken dan placebo's en dat het schijnbehandelingen zijn. In 2017 meldde National Health Service (NHS) England dat het niet langer homeopathie zou financieren omdat het gebrek aan bewijs voor de effectiviteit ervan de kosten niet rechtvaardigde, en werd aanbevolen dat artsen het niet meer voorschrijven. Dit werd ondersteund door een uitspraak van het Hooggerechtshof in 2018. Het National Institute of Health and Care Excellence (NICE) beveelt niet aan om homeopathie te gebruiken bij de behandeling van eender welke gezondheidstoestand.

### Frankrijk
In 2019 publiceerde de Franse Academie voor Geneeskunde en de Franse Academie voor Farmacie het document 'L’homéopathie en France : position de l’Académie nationale de médecine et de l’Académie nationale de pharmacie'. De Academies concludeerden dat geen enkele Franse universiteit nog opleidingen in de homeopathie zou mogen aanbieden en dat geen enkele homeopathische bereiding meer zou mogen vergoed worden door de Franse ziekteverzekering, de Assurance Maladie, tot een voldoende medisch voordeel is aangetoond. Ook de Franse gezondheidsautoriteit Haute Autorité de Santé (HAS) gaf in juni 2019 de aanbeveling om vergoeding van homeopathische middelen stop te zetten omdat ze niet werken. Sinds 1 januari 2021 worden homeopathische middelen in Frankrijk niet meer vergoed. Een aantal universiteiten heeft de afgelopen jaren homeopathie uit het curriculum geschrapt. Anderen bieden een opleiding in de homeopathie aan die leidt tot een lokale titel; DU 'diplômes universitaires', die niet nationaal worden erkend.

### Andere landen
De juridische status van homeopathie verschilt sterk per land. Zo ook het systeem van vergoedingen door verzekeraars. Algemeen wordt homeopathie, wegens de bewezen onwerkzaamheid, steeds afgewezen door de nationale wetenschappelijke academies wereldwijd. Vergoeding door zorgverzekeraars is vaak opgeschort, dat is bijvoorbeeld in Oostenrijk, Australië, Spanje en Rusland het geval.

## Zorgverzekering
Homeopathische behandelingen worden in Nederland niet vergoed vanuit de basisverzekering. Een groot aantal Nederlandse ziektekostenverzekeraars biedt een aanvullende verzekering aan die hier wel dekking voor geeft.

## Registratie van homeopathische middelen
Alle lidstaten van de Europese Unie zijn verplicht homeopathische middelen te registreren, voor zowel het gebruik bij mensen als bij dieren. Voor de registratie van homeopathische middelen geldt binnen Europa een vereenvoudigde procedure die afwijkt van de registratie voor reguliere geneesmiddelen. In deze procedure hoeft de werkzaamheid of veiligheid van het middel niet aangetoond te worden. Wel moet de farmaceutische kwaliteit en de veiligheid van het middel beoordeeld worden voordat het product op de markt gezet mag worden. Deze procedure geldt enkel voor homeopathische middelen die voor oraal of uitwendig gebruik bestemd zijn die verder dan 1 op 10.000 verdund zijn én geen specifieke therapeutische indicatie vermelden op de verpakking en bijsluiter.
Volgens de Regeling Geneesmiddelenwet moeten homeopathische geneesmiddelen klinische en preklinische gegevens overleggen als er een claim van therapeutische indicatie op de verpakking of bijsluiter staat. Wanneer het College ter Beoordeling van Geneesmiddelen van oordeel is dat de gegevens niet stroken met de claim, kan het de handelsvergunning intrekken, zoals gebeurde met het middel Rinileen tabletten.
Bij de beoordeling dient in de informatie over het homeopathische middel tot uitdrukking te komen, dat de beoordeling gebaseerd is op andere dan wetenschappelijke criteria.

## Kritiek

### Wetenschappelijke kritiek
Kritiek op de homeopathische leer richt zich met name op het gebrek aan bewijs voor een positief effect van de behandelwijze (zie: wetenschappelijk onderzoek). Daarnaast zijn een aantal homeopathische ideeën in strijd met wetenschappelijke theorieën of ontbreekt er een wetenschappelijke onderbouwing. De overkoepelende Europese adviesraad van wetenschapsacademies adviseert dat homeopathische middelen, net als reguliere geneesmiddelen, moeten voldoen aan dezelfde eisen. Als wetenschappelijk niet kan worden onderbouwd dat een middel werkt, moet er geen registratie worden afgegeven door bijvoorbeeld het College ter Beoordeling van Geneesmiddelen of andere controle-instanties.
Homeopathie botst met de wetenschappelijke theorie op de volgende punten:
- Evidence-based medicine bevat een werkzame stof, of een stof die eerst door de lever moet worden omgezet in een actieve stof, die inwerkt op het menselijk lichaam.[63] Aangezien homeopathische remedies door de vergaande verdunning geen enkel deel van de grondstof meer bevatten, kunnen zij dus geen effect uitoefenen op het menselijk lichaam.
- Volgens de homeopathische leer zou door het herhaald verdunnen en schudden de grondstof worden omgezet in een geneesmiddel. Het feit dat hierna geen moleculen van de grondstof meer in het middel aanwezig zijn, wordt als irrelevant gezien.[64]

Kritiek op het similiabeginsel
Het idee dat een ziekte genezen kan worden door een middel dat soortgelijke symptomen veroorzaakt, mist een wetenschappelijke onderbouwing. Er zijn geen fysiologische mechanismen bekend die dit kunnen verklaren. De reguliere geneeskunde kent wel vaccinaties waarmee het menselijk lichaam preventief gestimuleerd wordt om antilichamen tegen virussen aan te maken. Dit verloopt langs een andere weg dan de homeopathische hypothese, namelijk door het opwekken van een immuunrespons.
Kritiek op verdunning werkzame stof

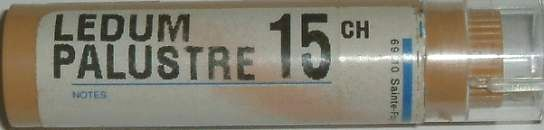
Een homeopathisch middel bereid uit Ledum palustre: deze "15C" verdunning overschrijdt de constante van Avogadro, waardoor de kans zeer klein is dat er nog een molecuul van het oorspronkelijke kruid in de oplossing aanwezig is.

Bij een verdunning van ongeveer 12C (24D) wordt de grens van Avogadro bereikt. Dit wil zeggen dat de oplossing zo ver verdund is dat de oorspronkelijke oertinctuur waarschijnlijk niet meer in de oplossing aanwezig is. Elke verdere D-verdunning vermindert de kans dat er een molecuul aanwezig is met 90% en elke C-verdunning zelfs met 99%. Veel homeopathische bereidingen zijn verder verdund, zoals Hahnemanns favoriet 30C. De kans dat er dan nog een molecuul aanwezig is, is nog maar 10−26. Het oplosmiddel is niet meer te onderscheiden van een zuiver oplosmiddel.
Kritiek op potentiëring
Volgens de homeopathische leer wordt de werking van de oertinctuur door het schudden — op de wijze die Hahnemann uitlegde — overgedragen op het oplosmiddel. Hierbij wordt de werkzaamheid van de stof gezien als overdrachtelijk, zoals energie. De homeopathische leer heeft geen natuurkundig onderbouwde verklaring voor dit idee. Ook stelt de homeopathische leer dat het schudden de werkzaamheid van het middel verhoogt, waardoor de geneeskracht van de oertinctuur ondanks de verdunning behouden blijft of zelfs versterkt zou worden. Ook dit mist een uitleg die aansluit bij wetenschappelijke bevindingen. Volgens de scheikundige wetten bevat een oplossing namelijk alleen eigenschappen van moleculen die in de oplossing aanwezig zijn.
Kritiek op overdrachtelijkheid van de werkzame stof
Daarnaast zou er, volgens deze redenering, een probleem bestaan wanneer het oplosmiddel in aanraking komt (of is geweest) met andere stoffen. Het water en/of de alcohol waarmee men de oplossingen verdunt, bevat van nature kleine hoeveelheden vervuiling (contaminatie). Zelfs zeer zuiver water of alcohol bevat nog miljarden moleculen van andere stoffen. Deze zouden door het potentiëren ook hun "energie" doorgeven op het oplosmiddel, waardoor nooit precies bekend is hoe het oplosmiddel gecontamineerd is, en de potentiëring dus onvoorspelbare resultaten zou opleveren.

### Maatschappelijke kritiek
De Wereldgezondheidsorganisatie (WHO) waarschuwde in 2009 dat de promotie en het gebruik van homeopathische middelen levensbedreigend is voor mensen in ontwikkelingslanden. Met name gebruik van homeopathische middelen tegen tuberculose, diarree bij kinderen, griep, malaria en hiv.
De behandelwijze wordt algemeen beschouwd als pseudowetenschap. Het is (ook volgens bijvoorbeeld skeptische organisaties zoals de Vereniging tegen de Kwakzalverij, Skepsis en SKEPP) intrinsiek kwakzalverij en pseudowetenschappelijk, aangezien onbewezen behandelingen als medicinaal werkzaam worden voorgesteld. Dit ook omdat in de medische wetenschap geaccepteerde methoden om de werkzaamheid van therapieën en medicijnen te toetsen niet worden aanvaard door de homeopathie. Bekende wetenschappers als Daniel Dennett en Richard Dawkins (in de documentaire The Enemies of Reason) proberen geregeld het grote publiek te bereiken met argumenten waarom homeopathie onzin is.
Het geloof in de werking van een homeopathische behandeling zou ertoe leiden dat een patiënt niet of te laat een (bewezen) effectievere reguliere behandeling ondergaat en meer lijdt dan zonder de homeopathische behandeling.

#### Kritiek op zorgverzekeringen
De vergoeding van homeopathische middelen door zorgverzekeraars stuit op kritiek. In januari 2004 laaide in België een felle mediadiscussie op over de terugbetaling van alternatieve geneeswijzen nadat aan de Universiteit Gent dertig sceptici een 'zelfmoordstunt' uithaalden met een overdosis homeopathisch verdund slangengif, belladonna en arseen. Doel van deze actie was aan te tonen dat er in homeopathie geen werkzame stoffen zitten. Tevens werden de ziekenfondsen aangeklaagd omdat die zich als commerciële instanties boven de wet stellen door onbewezen behandelingen te vergoeden. De kritiek luidt dat het criterium voor deze vergoeding enkel "bewezen werkzaamheid" kan zijn en niet de willekeurige "tevredenheid van de klant". Met de vergoeding wordt volgens critici het verkeerde signaal gegeven aan de bevolking, die er uit kan afleiden dat het om werkzame geneesmiddelen gaat.
De Académie nationale de médecine, de hoogste medische autoriteit in Frankrijk (overigens ook het land met de grootste productie van homeopathische middelen ter wereld), protesteerde in 2004 heftig tegen de vergoeding van een onbewezen behandelwijze door de ziektekostenverzekering. In 2019 besloot de Franse regering dat homeopathische geneesmiddelen vanaf 2021 niet meer zullen worden vergoed door de Franse ziektekostenverzekering.

### Baat het niet, dan schaadt het niet?
Leken zouden homeopathische middelen gebruiken voor zelfzorg. Ernstig zieken zouden deze geneeswijzen gebruiken naast een reguliere behandeling. De 'European Academies Science Advisory Council' (EASAC) stelt echter, op basis van een grootschalige analyse van de beschikbare wetenschappelijke bewijzen en publicaties, dat er bij homeopathie problemen zijn met betrekking tot het correct verlenen van informatie aan de patiënt, het geïnformeerd verlenen van toestemming door de patiënt, en voor de veiligheid, in verband met de slechte kwaliteitscontrole bij de bereiding van homeopathische middelen. De promotie van homeopathie kan de patiënt aanzienlijke schade berokkenen indien deze vertraging oploopt bij het zoeken naar evidence-based medische zorg en dat er een meer algemeen risico bestaat dat het vertrouwen van het publiek in de aard en de waarde van wetenschappelijk bewijsmateriaal wordt ondermijnd.

## Wetenschappelijk onderzoek

### Wetenschappelijke erkenning
Homeopathie wordt door wetenschappelijke instituten niet als werkzame geneeswijze erkend.

Wetenschappelijk wordt de werking van een behandeling pas erkend als het effect niet te verklaren valt door andere (zoals psychologische) effecten dan de behandeling. Hoewel homeopathie, op acupunctuur na, van alle "complementaire behandelvormen" het meeste aantal gepubliceerd wetenschappelijk onderzoeken kent, blijkt uit onafhankelijke onderzoeken dat de werking van homeopathie niet groter is dan dat van placebo's. Ook na controle voor vertekeningen in de verslaglegging van behandelresultaten kunnen eventuele effecten afdoende verklaard worden door placebo-effecten.
De WHO onderschreef in 2009 dat er geen enkel bewijs is dat homeopathische middelen effectief zijn. Met name gebruik van homeopathische middelen tegen tuberculose, diarree bij kinderen, griep, malaria en hiv.
Sinds mei 1997 geldt in de Europese Unie het COST B4-rapport waarin staat dat eerst een ondubbelzinnig bewijs van medicinale werkzaamheid dient te worden aangetoond.
Om onjuiste conclusies op basis van placebowerking, autosuggestie en misverstanden te voorkomen, is dan ook gedegen (en soms langdurig) onderzoek nodig om oorzaak en effect van een behandeling vast te stellen. Dat geldt zowel voor medische als voor alternatieve behandelingen. Over de vraag wanneer er voldoende onderzoek is geweest om te besluiten dat verder onderzoek zinloos is wordt duidelijk verschillend gedacht tussen voor- en tegenstanders.

### Onderzoek naar de werking
In 1835 werd in Neurenberg het eerste dubbelblinde onderzoek gehouden. Uit dit onderzoek bleek dat het middel, een homeopathische zoutoplossing, geen effect had. In 1966 publiceerde de Duitse homeopaat Fritz Donner een onderzoek naar de effectiviteit van homeopathie dat hij gedurende 1936 tot 1939 uitvoerde. Hij kwam tot het inzicht dat het niet effectiever was dan de werking van een placebo. Sindsdien hebben onderzoeken verschillende uitkomsten getoond. In meta-onderzoeken worden de resultaten van vele onderzoeken vergeleken en wordt een beoordeling gedaan van de kwaliteit van de onderzoeksopzet.
Recent uitgevoerde meta-onderzoeken en systematische reviews in gezaghebbende medische tijdschriften of door gezaghebbende instituten:
- British Medical Journal 1991: Onderzoekers J. Kleijnen, P. Knipschild en G. ter Riet komen in 1991 tot de conclusie dat bewijs voor de werkzaamheid van homeopathie onvoldoende positief is om daaruit beslissende conclusies te kunnen trekken.[89]
- The Lancet 1997: In een meta-analyse komen onderzoekers K. Linde e.a. tot de vaststelling dat deze studies onvoldoende bewijs opleveren dat homeopathie effectief is voor om het even welke aandoening.[90]
- Journal of Clinical Epidemiology: Aanvullend onderzoek van Linde e.a. leidt in 1999 tot de conclusie dat de kwaliteit van dubbelblind onderzoek negatief uitwerkt op de score voor homeopathie.[91]
- British Journal of Clinical Pharmacology 2002: Onderzoeker Edzard Ernst (zelf ook opgeleid tot homeopaat) komt tot de conclusie dat een willekeurig homeopathisch middel niet beter werkt dan een placebo.[92]
- The Lancet 2005: In augustus 2005 publiceert het gezaghebbende tijdschrift The Lancet een artikel waarin Britse en Zwitserse wetenschappen opnieuw 110 "randomized placebo controlled" onderzoeken naar de effectiviteit van homeopathische middelen en therapieën bekeken. Zij vonden geen bewijs dat deze behandelingen en middelen beter werken dan een placebo.[93]
- In 2015 publiceerde de Australische National Health and Medical Research Council een systematische review van onderzoeken naar homeopathie. Voor geen enkele aandoening werd er betrouwbaar bewijs gevonden dat aantoont dat homeopathische behandeling effectief is.[94]

#### Onderzoek bij dieren
Ook over de werkzaamheid van homeopathie bij dieren is discussie door het uitblijven van bewijs. Dieren vertonen in wetenschappelijke studies wel een placebo-effect, maar dit verschilt wel met mensen: dieren worden immers niet verondersteld zich te realiseren welk effect beoogd wordt met een bepaalde behandeling. De evaluatie van de behandeling vindt echter wel plaats door mensen, die door diverse psychologische effecten (zie hierboven) misleid kunnen worden. Ook worden homeopathische behandelingen bij dieren veelal toegepast bij aandoeningen die niet of moeilijk objectief te beoordelen zijn, zoals zenuwachtigheid, een teveel aan libido enzovoorts. Veel effect wordt toegeschreven aan de houding van de bezitter: als die gelooft in het effect van de behandeling ontspant hij zich en daarop reageert het dier.

#### Fraudegevallen
- In 1988 publiceerde het wetenschappelijk tijdschrift Nature een onderzoek van de Franse wetenschapper Jacques Benveniste van het prestigieuze instituut Franse Nationaal Instituut voor Gezondheid en Medisch Onderzoek (INSERM) waarin Benveniste vaststelde dat hoge verdunningen van stoffen in water een 'geheugeneffect' in dat water vertoonden.[96] Het tijdschrift vermeldde dat deze uitkomsten onwaarschijnlijk waren.[97] Andere wetenschappers hebben de resultaten nooit kunnen reproduceren. Daaropvolgende onderzoeken, waaronder die van James Randi, toonden aan dat het onderzoek niet correct was uitgevoerd.[97] Dit schandaal veroorzaakte een aanzienlijke reputatieschade voor de wetenschapper en leidde uiteindelijk tot zijn ontslag bij het INSERM in 1995.[98]
- Het Leipziger homeopathie-onderzoek uit 2003, dat zogenaamd een empirisch bewijs van het effect van zwaar gepotentieerde homeopathische oplossingen geleverd had, werd eind 2005 weer ingetrokken. De Hans-Heinrich-Reckeweg-prijs, die de onderzoekers (apotheker Franziska Schmidt en de farmacologen Karen Nieber en Wolfgang Süß) toegekend was, werd teruggegeven. De chemicus Klaus Keck, de wiskundige Gerhard Bruhn en de geofysicus Erhard Wielandt hadden publiekelijk kritiek geuit op het feit dat de resultaten van het onderzoek niet op objectieve metingen berustten maar op vooroordelen en systematische meetfouten.[99]
- Een van de meest vooraanstaande onderzoekers van homeopathie, de Oostenrijkse professor Michael Frass, publiceerde in 2021 een studie die zou aantonen dat homeopathisch behandelde kankerpatiënten langer leefden.[100] De Kommission für wissenschaftliche Integrität stelde vast dat de studie gebaseerd was op vervalste en gemanipuleerde data.[101] In afwachting van de uitkomst van haar eigen onderzoek, plaatste het blad The Oncologist in 2022 een begeleidende waarschuwing van "ernstige bezorgdheid" over fraude. In 2024 volgde een toelichting van de auteur met extra details over het studieontwerp en de uitvoering. De uitkomsten van het onderzoek werden niet gewijzigd. [102]

#### Alternatieve verklaringen
Er zijn wel mechanismen bekend die effecten van homeopathische behandelingen kunnen verklaren. Deze effecten berusten niet op de behandeling zelf maar op een of meer van de volgende mechanismen en omstandigheden:
- Het placebo-effect van het voorgeschreven middel wordt versterkt door de verzorgde etikettering, de bemoedigende bijsluiter (het aureool van medicatie) en de voldoende hoge prijs.
- Ook de aandacht van de therapeut voor de patiënt kan op zichzelf een (tijdelijk) positief effect geven (zie stress) tegen allerlei psychosomatische aandoeningen (vergelijk met ook het effect van de geruststelling door artsen);
- Het veelal gebruikte oplosmiddel ethanol heeft een farmacologisch effect: het is dezelfde alcohol als in drank te vinden is. Derhalve wordt verstrekking van homeopathische middelen aan zuigelingen afgeraden. Iets dergelijks geldt voor zalven: de vette substantie zelf gaat uitdroging en irritatie door omgevingsinvloeden tegen en bevordert vanwege warmte-isolatie de doorbloeding; Sommige homeopaten behandelen een zuigeling door toediening van de remedie aan de (zogende) moeder.
- Veel kwalen fluctueren (allergie bijvoorbeeld) of genezen onbehandeld vanzelf. Als men in zo'n geval een onwerkzaam middel inneemt kan het beeld ontstaan dat de genezing te danken is aan het middel (oorzaak-gevolgverwarring). Statistisch gezien is de kans op dit misverstand groot: gemiddeld grijpt men halverwege het ziekteverloop naar de medicijnkast, zodat de tweede helft van het ziekteverloop, de genezing, samenvalt met het medicijngebruik. Opvallend in dit verband is dat de bijsluiters van homeopathische medicijnen vermelden dat de klachten eerst nog kunnen verergeren: daarmee wordt de kans dat de spontane genezing aan het homeopathische middel wordt toegeschreven zelfs nog groter.
- Homeopathische middelen worden vaak gemengd met, of verkocht onder het mom van, geneesmiddelen of kruiden die wél werkzaam zijn. Het gaat dan niet meer om homeopathie[103] maar om bijvoorbeeld kruidengeneeskunde.

### Reacties
Volgens de homeopathische leer is het verkrijgen van resultaten door middel van dubbelblinde en andere objectief wetenschappelijke onderzoeksmethoden niet mogelijk. De klassiek homeopathische behandelmethode behandelt namelijk niet het symptoom, maar de patiënt als geheel (holistisch) waarbij het middel specifiek op een patiënt afgestemd moet worden. Echter, vaak worden homeopathische middelen helemaal niet op de persoon afgestemd maar alleen op de symptomen, zoals bij de klinische homeopathie.
Homeopathische organisaties reageerden negatief na deze publicatie in The Lancet. De Artsenvereniging voor homeopathie VHAN legde de conclusie van de Lancet uit 2005 naast zich neer. Ze vindt dat de redactie van de Lancet zich baseert op een discutabel onderzoek. Ook anderen hebben kritiek geuit op de conclusies van de Lancet, zoals epidemioloog Klaus Linde van de universiteit München. Het onderzoek was volgens hem niet wetenschappelijk verifieerbaar en tegenstrijdig met de homeopathische methodiek. De homeopathische methodiek vereist dat een homeopathische behandelaar niet bij een bepaalde kwaal, maar bij een bepaald individu een medicijn voorschrijft, en dat kan een ander medicijn zijn dan dat waarvan een onderzoek moet vaststellen of het werkzaam is. Ten tweede houdt de homeopathie rekening met een periode na aanvang van de behandeling waarin de klachten verergeren in plaats van verbeteren, een periode die bovendien afhankelijk zou zijn van de tijd dat de patiënt reeds ziek is. Als met deze eisen rekening gehouden wordt, betekent dit dat een homeopathisch behandelaar de proefpersonen uitzoekt op basis van de kans dat die zullen genezen bij het behandelen met het onderzochte middel, terwijl hij tevens per proefpersoon mag vaststellen hoelang moet worden gewacht voor het vaststellen van het effect. Hiermee voldoet het onderzoek echter niet meer aan de wetenschappelijke vereisten van randomisatie en objectiviteit.
Emeritus hoogleraar Wim Betz was het niet eens met de reactie van de VHAN. Volgens hem handelen de meeste homeopaten volgens de klinische of de complexe homeopathie waarbij een standaardformule wordt gebruikt voor een bepaalde klacht of ziekte. Volgens Betz is de werkzaamheid van zulke behandelmethode wel degelijk te testen met dubbelblinde proeven. De resultaten zijn echter niet overtuigend.
Wegens het uitblijven van bewijs van werkzaamheid heeft de Britse National Health Service in het najaar van 2007 de beslissing genomen te stoppen met alle financiering van alternatieve geneeskunde, waaronder homeopathie. Het National Center for Complementary and Alternative Medicine (NCCAM) kreeg de afgelopen tien jaar een bedrag van 1 miljard dollar ter beschikking gesteld om de werking van homeopathie aan te tonen. Ondanks deze financiële middelen slaagde het NCCAM daar niet in.

## Wetenswaardigheden
- De James Randi Educational Foundation loofde tot 2015 1 miljoen dollar uit aan degene die een hoog gepotentieerd homeopathisch middel wist te onderscheiden van water. Niemand was daartoe in staat.[107][108]
- In de antroposofische geneeswijze worden homeopathische middelen gebruikt die vaak minder sterk verdund zijn.[109]
- In Saksen-Anhalt staat het Historisches Museum & Bachgedenkstätte dat een permanente collectie heeft over homeopathie en Samuel Hahnemann.[110]